# Пічжоу
Пічжоу (кит. спр. 邳州市, піньїнь: Pīzhōu Shì) — місто-повіт на сході Цзянсу, складова міста Сюйчжоу.

## Географія
Пічжоу лежить на півночі східної частини префектури поблизу озера Лома.

### Клімат
Місто знаходиться у зоні, котра характеризується вологим субтропічним кліматом. Найтепліший місяць — липень із середньою температурою 27.4 °C (81.3 °F). Найхолодніший місяць — січень, із середньою температурою 0.6 °С (33.1 °F).
| Клімат Пічжоу           | Клімат Пічжоу | Клімат Пічжоу | Клімат Пічжоу | Клімат Пічжоу | Клімат Пічжоу | Клімат Пічжоу | Клімат Пічжоу | Клімат Пічжоу | Клімат Пічжоу | Клімат Пічжоу | Клімат Пічжоу | Клімат Пічжоу | Клімат Пічжоу |
| Показник                | Січ.          | Лют.          | Бер.          | Квіт.         | Трав.         | Черв.         | Лип.          | Серп.         | Вер.          | Жовт.         | Лист.         | Груд.         | Рік           |
| Середня температура, °C | 0,6           | 2,4           | 8             | 14,8          | 20,5          | 25            | 27,4          | 27,1          | 22            | 16,2          | 9,3           | 2,8           | 14,7          |
| Норма опадів, мм        | 15.5          | 21.6          | 33.5          | 49.8          | 62            | 104.3         | 252.6         | 157.1         | 88.5          | 43.9          | 29.3          | 15            | 873.1         |
| Днів з опадами          | 4,6           | 6,1           | 6,7           | 8,8           | 8,1           | 8,9           | 14,7          | 11,5          | 9,6           | 7,9           | 7,1           | 5,3           | 99,3          |
| Вологість повітря, %    | 65.2          | 65.8          | 63.5          | 65.5          | 66            | 69.5          | 82            | 81.3          | 76.3          | 72.3          | 69            | 66            | 70.2          |
| ----------------------- | ------------- | ------------- | ------------- | ------------- | ------------- | ------------- | ------------- | ------------- | ------------- | ------------- | ------------- | ------------- | ------------- |
| Джерело: Weatherbase    |               |               |               |               |               |               |               |               |               |               |               |               |               |